# Ogniczek większy
Ogniczek większy (Pyrochroa coccinea) – owad z rzędu chrząszczy. Długość 14–15 mm. Tułów i głowa czarne, pokrywy i przedplecze czerwone. Czułki ząbkowane.  Samice składają jaja w szczelinach kory lub pniakach. Z jaj wylęgają się drapieżne larwy żywiące się larwami i poczwarkami innych owadów. Czas przeobrażenia zupełnego trwa 2 lata. Przy słabych warunkach i braku pokarmu wśród larw może dojść do kanibalizmu.

## Występowanie
Ogniczek występuje na brzegach lasów liściastych i mieszanych w Europie północnej i środkowej. Pospolity także w Polsce. Okres występowania stadium dorosłego przypada od kwietnia do lipca. Często spotykany, zwłaszcza latem, na kwiatach roślin baldaszkowatych.